# 鹿児島インターチェンジ

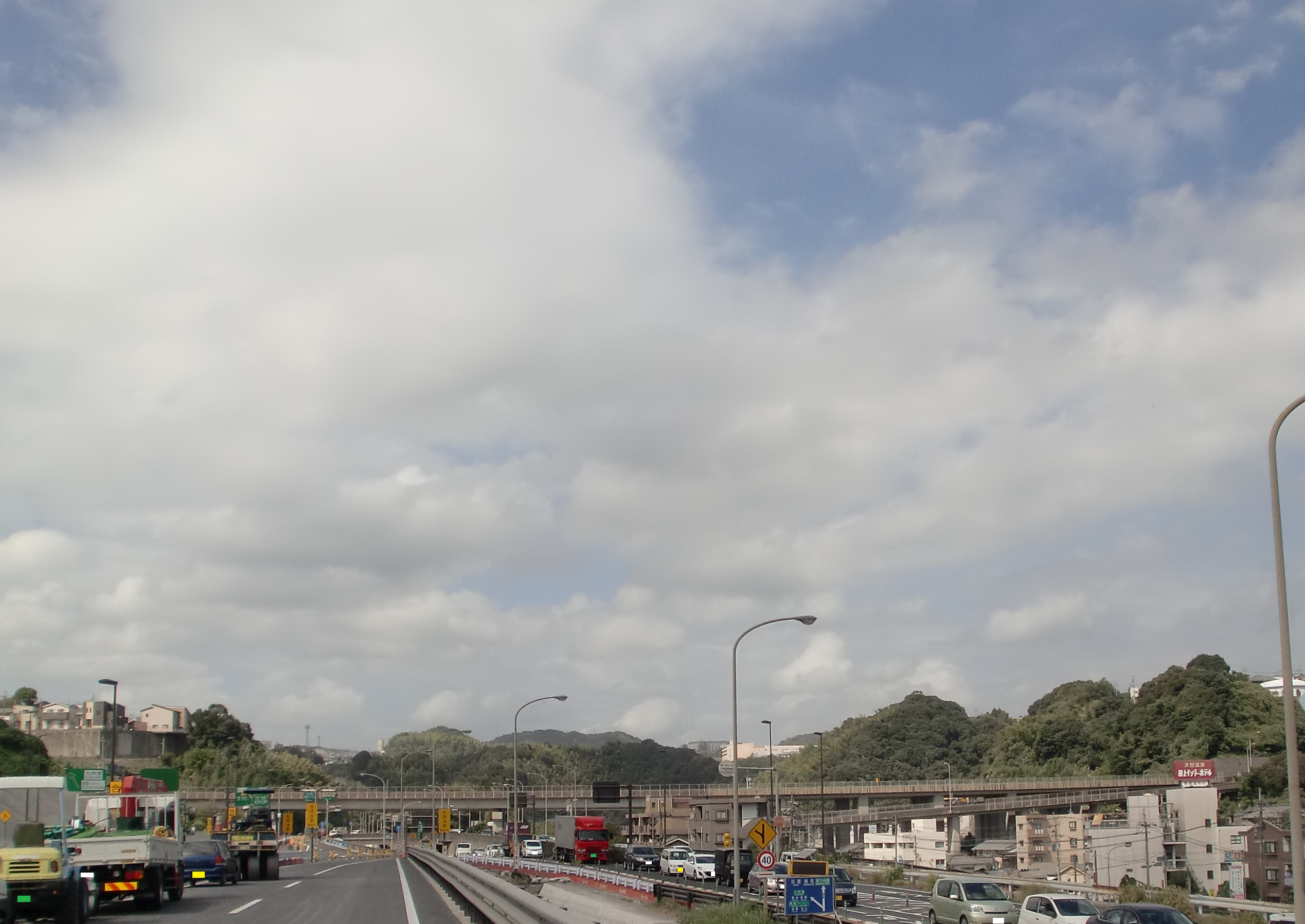
鹿児島東西幹線道路（撮影当時未開通）から鹿児島ICを望む

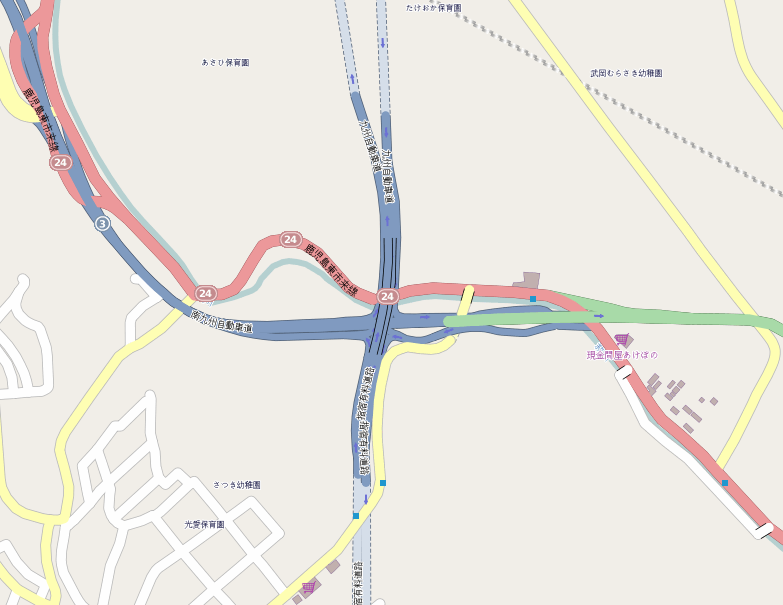
鹿児島インターチェンジの構造

鹿児島インターチェンジ（かごしまインターチェンジ）は、鹿児島県鹿児島市田上八丁目にある九州自動車道・南九州西回り自動車道（鹿児島道路）・指宿スカイライン・鹿児島東西幹線道路のインターチェンジである。
鹿児島東西幹線道路（地域高規格道路）の起点、九州縦貫自動車道鹿児島線（高速自動車国道）・南九州西回り自動車道（一般国道自動車専用道路）・指宿スカイライン（鹿児島県道17号指宿鹿児島インター線、一般有料道路）の終点である。また営業上の案内はなされていないが、法令上において九州縦貫自動車道鹿児島線と同様に鹿児島市が終点となっている東九州自動車道の終点位置にもなっているほか、南薩縦貫道（地域高規格道路）の起点位置にも指定されている。

## 概要
九州自動車道の終点であり、青森県から続く縦貫自動車道としては最南端となる。1988年3月29日に供用開始。周辺には西郷団地や武岡団地などの住宅団地、鹿児島流通業務団地が広がっている。
鹿児島ICには料金所は設置されていない。九州自動車道は、鹿児島北IC間は鹿児島北ICの出入口で支払い、薩摩吉田IC以北との間は鹿児島TBで通行券の受取・料金支払を行う。そのため、薩摩吉田IC間以降は鹿児島北ICと同一料金である。指宿スカイラインは、2.5km先の山田料金所で料金を支払う。南九州自動車道（鹿児島道路）は隣の鹿児島西ICまで無料区間であり、鹿児島東西道路・鹿児島バイパスは無料で通行できる。
ジャンクション形式になっており、鹿児島ICから直接一般道に降りられないため、鹿児島市街方面へは国道3号鹿児島バイパスによって武岡トンネルを通過しそのまま県道24号へ接続するか、田上ICを経て県道24号に接続することになる。松元・日置方面へは南九州西回り自動車道鹿児島西ICで降り、鹿児島県道24号鹿児島東市来線へ接続する。
当ICで直接接続する道路は全て自動車専用道路であり、当ICは全方向へ進行可能なフルジャンクションとなっている。インターチェンジの構造としては、一点都市型と呼ばれる3層構造をとり、下層では南九州西回り自動車道と鹿児島東西道路・鹿児島バイパス（鹿児島市街方面）が本線で直結、上層では九州自動車道と指宿スカイラインが本線で直結、中層では本線で直結していない各道路が接続している。この中層では連結路が平面交差しており、左折方向は常時進行可能であるが、右折となる鹿児島市街→九州道、指宿スカイライン→鹿児島市街、南九州道→指宿スカイライン、九州道→南九州道方向は中央部に設置された信号機に従って進行しなければならない。

## 接続する道路

### 福岡・熊本方面
- E3 九州自動車道

### 指宿・谷山方面
- 指宿スカイライン

### 薩摩川内・日置方面
- E3A 南九州西回り自動車道（鹿児島道路）

### 鹿児島市街方面
- 鹿児島東西幹線道路（鹿児島東西道路）

## 歴史
- 1957年（昭和32年）4月16日 : 国土開発縦貫自動車道建設法の施行により、門司市から鹿児島市までの区間が九州自動車道として予定路線に指定される。
- 1966年（昭和41年）7月31日 : 国土開発縦貫自動車道建設法の改正により、それまでの予定路線である九州自動車道は九州縦貫自動車道鹿児島線に改められる。
- 1967年（昭和42年）11月22日 : 九州縦貫自動車道鹿児島線が高速自動車国道に指定され、九州縦貫自動車道鹿児島線の基本計画が策定される[5]。
- 1968年（昭和43年）4月 : 道路整備特別措置法に基づき、日本道路公団に対して加治木ICから鹿児島ICまでの施工命令が発せられる[5]。
- 1975年（昭和50年）3月17日 : 鹿児島県道路公社に対して、谷山ICから鹿児島ICまでの一般有料道路の事業が許可される[6]。
- 1987年（昭和62年）6月30日 : 第四次全国総合開発計画が閣議決定したことにより、南九州西回り自動車道（八代市～鹿児島市）が計画路線に指定される[7]。
- 1988年（昭和63年）
  - 3月29日 : 以下に掲げる道路が開通したのに伴い、鹿児島インターチェンジの供用を開始[1]。
    - 九州自動車道：鹿児島北ICから鹿児島ICまで[8]
    - 指宿スカイライン：谷山ICから鹿児島ICまで[6]
    - 国道3号鹿児島バイパス：鹿児島ICから武町まで[1]

  - 10月19日 : 南九州西回り自動車道（鹿児島道路）の鹿児島西ICから鹿児島ICまでの間が開通[8]。
- 1994年（平成6年）12月16日 : 鹿児島東西幹線道路[9]及び南薩縦貫道が地域高規格道路として計画路線に指定される。
- 1995年（平成7年）7月27日 : 九州自動車道が全線開通し、青森ICから鹿児島ICまでが完全に高速道路（約2170km、首都高速道路経由）によって結ばれる。
- 1998年（平成10年） - 鹿児島東西幹線道路のうち鹿児島東西道路（鹿児島ICから甲南ICまで）の区間が整備区間となる[9]。
- 2010年（平成22年）3月19日 : 鹿児島東西幹線道路のうち鹿児島ICから田上ICまでの区間が供用を開始する[10]。

## 接続する道路

### 直接接続
- 国道3号鹿児島バイパス

### 間接接続
- 鹿児島県道24号鹿児島東市来線（鹿児島西IC・田上IC又は国道3号鹿児島バイパス経由にて接続）

## 周辺
- ヤマト運輸田上営業所[11]
- 鹿児島市街
  - JR九州 鹿児島中央駅
  - 天文館
- 樟南高等学校
- 池田学園池田中学・高等学校
- 鹿児島実業高等学校
- 鹿児島県立武岡台高等学校

## 隣
E3 九州自動車道
(28)鹿児島北IC - (29)鹿児島IC
E3A 南九州西回り自動車道（鹿児島道路）
松元IC / 松元TB - 鹿児島西IC - (29)鹿児島IC
指宿スカイライン
(29)鹿児島IC - 山田TB - 山田IC
鹿児島東西幹線道路
(29)鹿児島IC - 田上IC - （新武岡トンネル） - 建部IC